# Djaka Festival
Djaka Festival  est le festival culturel, des arts, de la promotion et de la valorisation de la culture Dida- Godié organisé chaque année  à Divo, dans la région du Lôh-Djiboua en Côte d'Ivoire. Créé en 2006, cet événement vise à valoriser le patrimoine culturel des peuples Dida, Godié et autres communautés du centre-ouest de la Côte d'Ivoire

## Historique
Djaka» qui signifie en langue Dida, la manifestation de la joie est une initiative du comité de gestion d’Akabia, village situé dans la sous-préfecture de Divo. Son but est la valorisation et la pérennisation de la culture Dida ainsi que la promotion de la culture du tourisme.  C’est également un cadre de divertissement et de rencontre des fils du Lôh Djiboua pour un recours aux valeurs ancestrales. La première édition a eu lieu en 2006 à Akabia,, dans le canton Abohiri par une démonstration de danses, jeux, contes et légendes, de concours culinaires, de la maîtrise de la langue et de la tradition Dida,,.

## Objectifs
Le Djaka Festival poursuit plusieurs objectifs notamment la promotion des cultures locales, à savoir, les langues, danses, musiques et savoir-faire traditionnels. C’est également un espace pour renforcer le dialogue interculturel entre les communautés locales afin de stimuler le tourisme culturel et les activités économiques de la région,,.

## Déroulement
Organisé généralement pendant une semaine, le Djaka Festival se décline en amont par une foire commerciale et culturelle meublée par des expositions d'artisanat et de gastronomie. Des parades des danses traditionnelles, des conférences et panels sur la culture et le développement local, accompagnent les concours de contes, proverbes et port de pagnes traditionnels. Une cérémonie riche en couleurs et en symboles clôture le Festival,,.

## Portée culturelle
Le Djaka festival est un évènement qui met en lumière les différentes cultures de la région du Lôh Djiboua. Il  accueille également les autres cultures de la côte d’ivoire et d’ailleurs afin de partager certaines valeurs culturelles. C’est aussi un vecteur de communion et de valorisation des identités locales,.

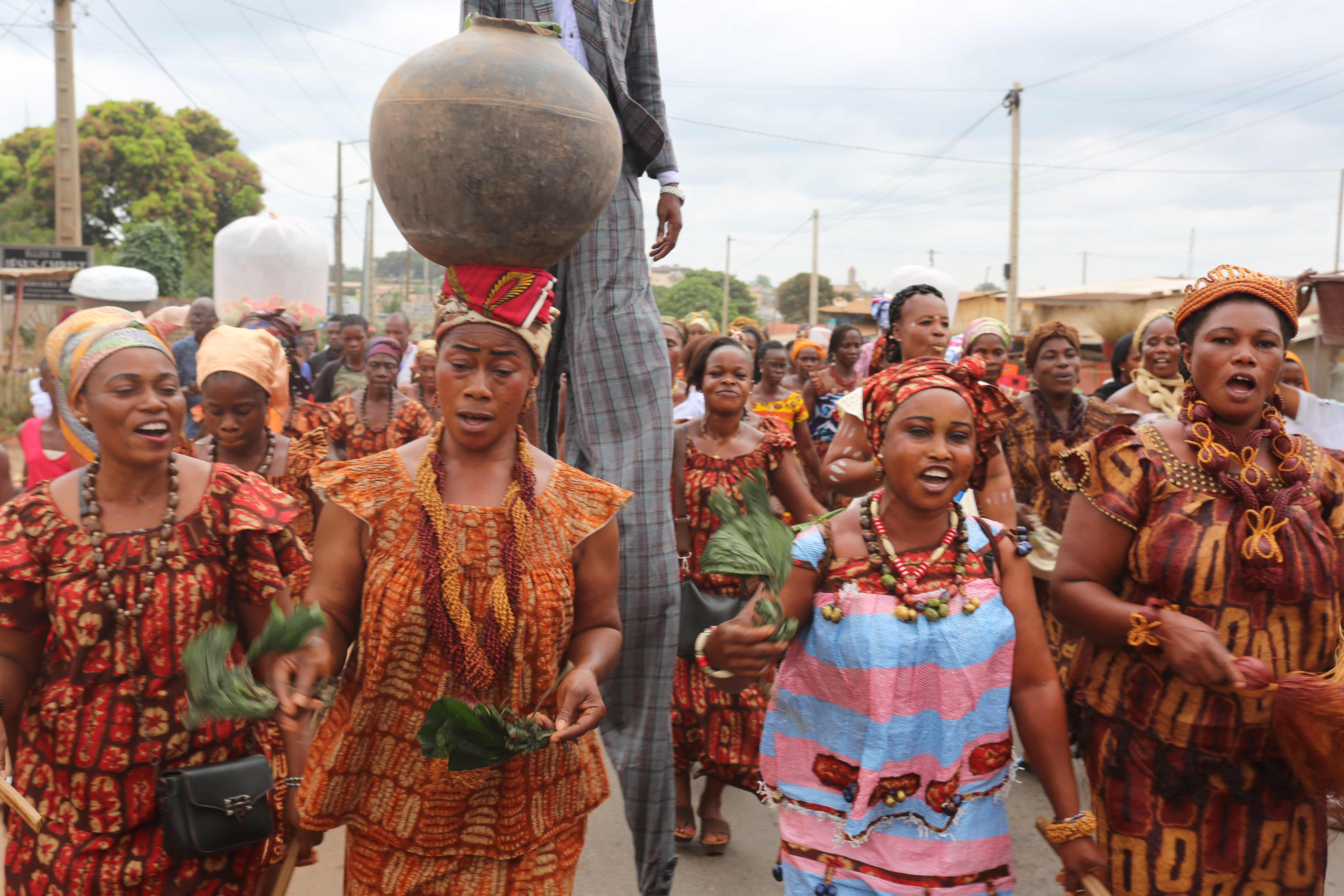
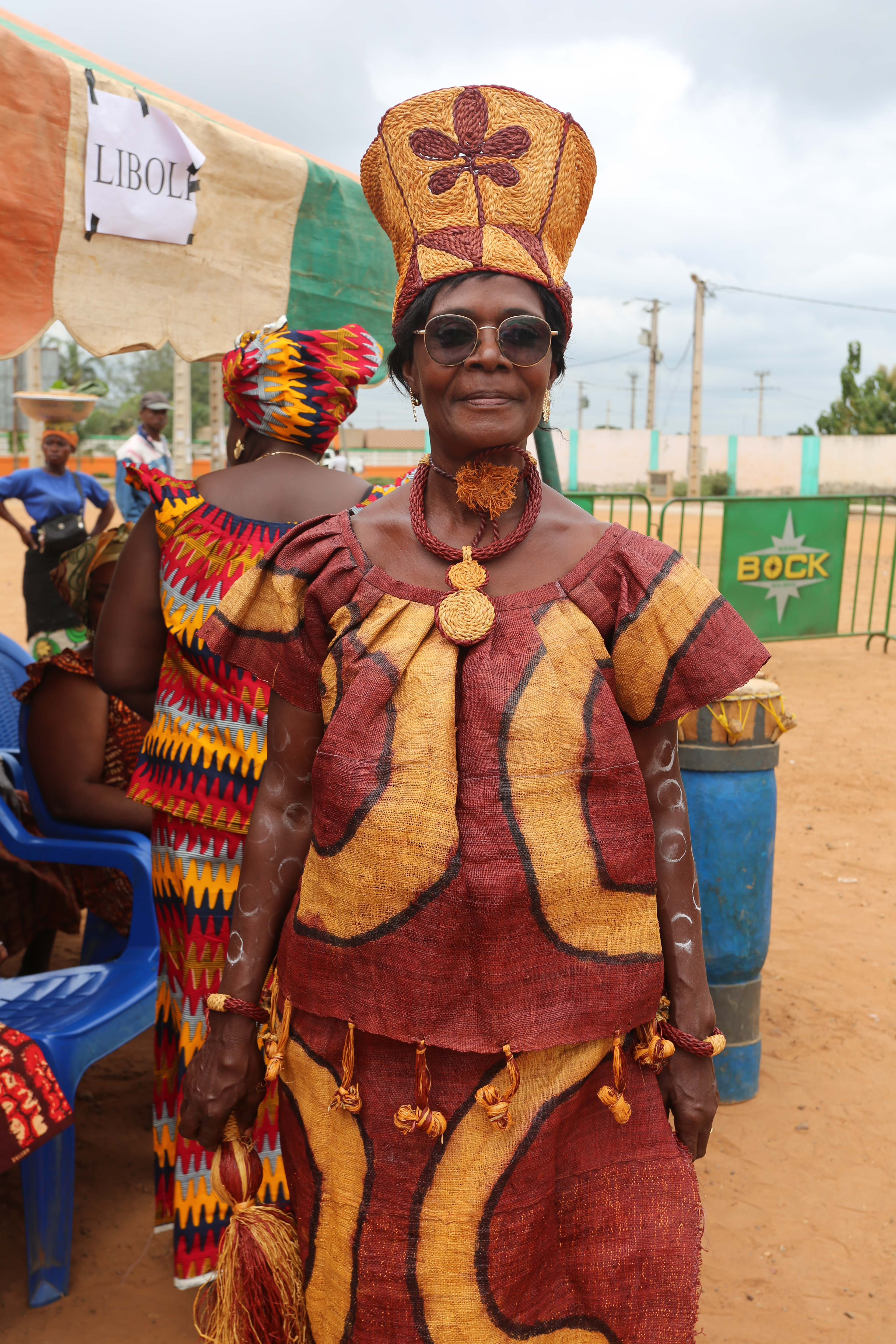
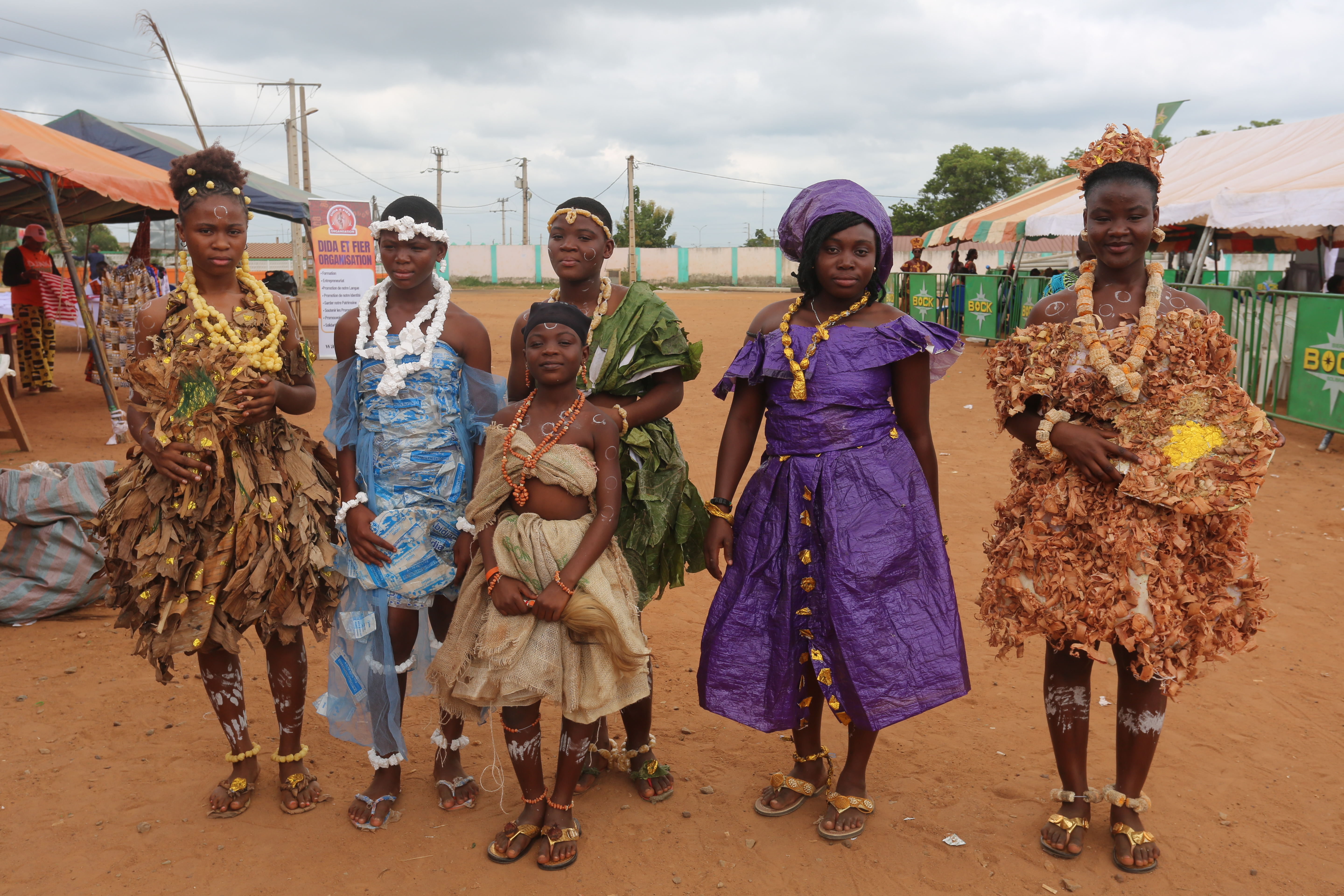
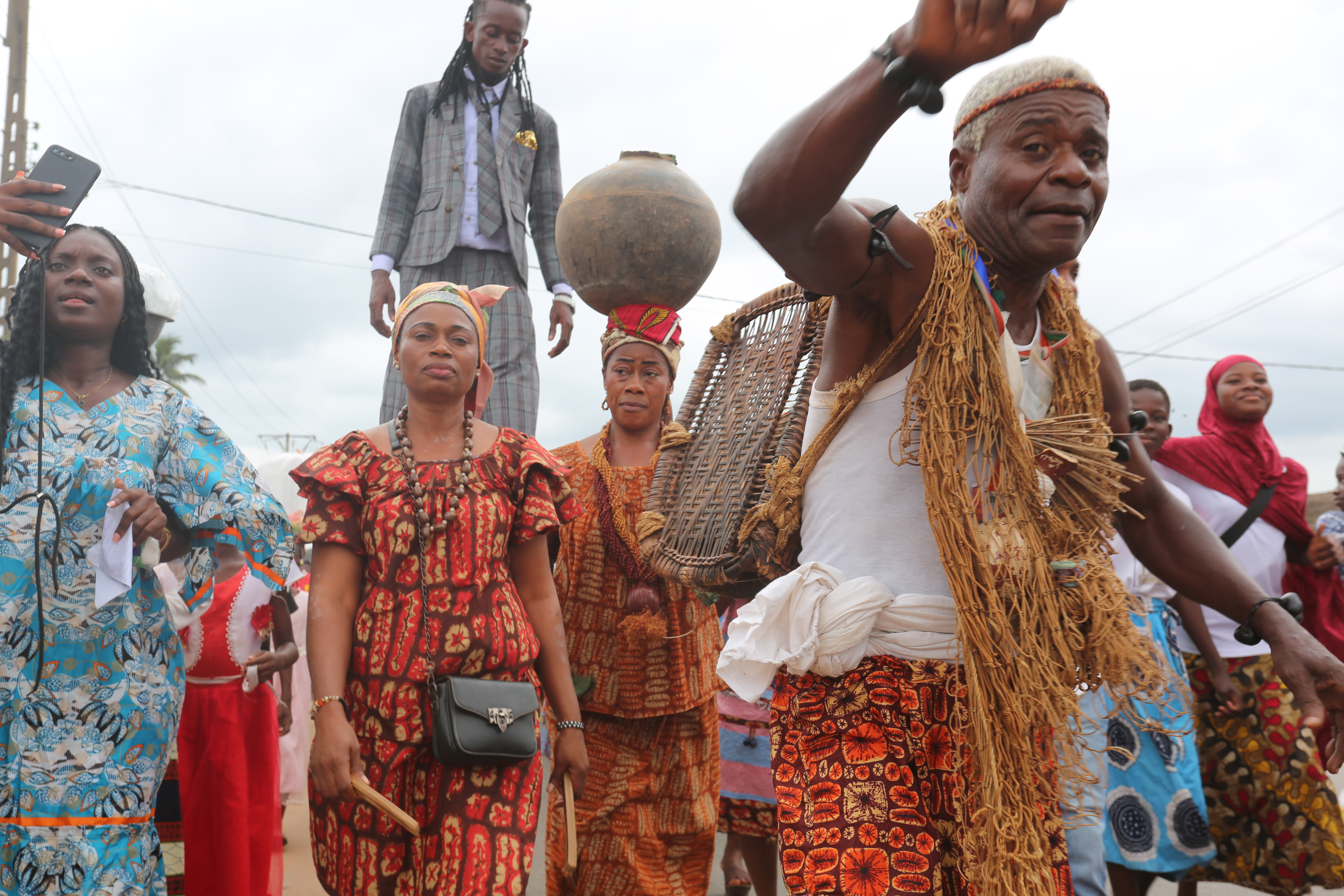

## Organisation
Le festival est organisé par un comité culturel composé de chaque entité des localités de la région, et en partenariat avec les ministères en charge de la Culture et du Tourisme et des opérateurs privés. La diaspora y est également associée,,,.

## Impacts
Au-delà de la promotion des us et coutumes, le Djaka Festival génère des retombées économiques pour la région du Lôh Djiboua. Il est aujourd’hui une référence en terme de cohésion sociale et de diplomatie culturelle mais surtout permet de découvrir les richesses en flore, faune et culture des localités de la région,,.